# SIGTERM
SIGTERM é um sinal conhecido por um processo informático em sistemas operativos POSIX. Este é o sinal padrão enviado pelos comandos kill e killall. Ele causa o término do processo, como em SIGKILL, porém pode ser interpretado ou ignorado pelo processo. Com isso, SIGTERM realiza um encerramento mais amigável, permitindo a liberação de memória e o fechamento dos arquivos.